# Соммен (озеро)
Соммен (швед. Sommen) — озеро в южной Швеции. Расположено в исторической провинции Эстергётланд в историческом регионе Гёталанд на границе с провинцией Смоланд в 40 км восточнее озера Веттерн, второго по площади из шведских озёр. Ближайший город — Транос.
Площадь озера Соммен составляет 132 км², максимальная глубина — около 60 м. Длина береговой линии составляет около 449 км.
Озеро наполнено чистой прозрачной водой, в восточной части озера видимостью на глубину 9-11 м, что делает Соммен одним из самых больших прозрачных озер Швеции.
В Соммене широко распространены рыбы, такие как арктический голец, сиг, кумжа и европейская ряпушка. В изобилии на берегах озера гнездится скопа.
Долгий период времени на Соммене ходили пароходы, некоторые из них ещё находится в эксплуатации.
На Соммене имеется 365 островов. Однако, их количество постоянно меняется в пределах 350.
Легенда гласит, что озеро возникло в древности. Местный хозяин, владевший норовливой коровой «Sommakoa», пытался её успокоить и привязал к забору. «Sommakoa» сорвалась с цепи, при этом так топнула копытом в землю, что след её копыта, наполнился водой и возникло озеро.
Ежегодно в мае вокруг озера проводится велопробег Sommen Runt.